# Абу ас-Салт
Абу ас-Салт Умая ібн Абд аль-Азіз ібн Абі ас-Салт ад-Дані аль-Андалусі (араб. أبو الصلت) (прибл. 1068  —  23 жовтня 1134), відомий за латинизованою формою імені як Альбузале — андалузько-арабський ерудит, автор праць з фармакології, геометрії, арістотелівської фізики та астрономії. Його праці про астрономічні прилади читали як в ісламському світі, так і в Європі. Час від часу він їздив до Палермо і працював при дворі Роджера I Сицилійського як лікар-візитер. Він став відомим у Європі завдяки перекладам своїх творів, зробленим на Піренейському півострові та в Південній Франції. Йому також приписують запровадження андалузької музики в Тунісі, що згодом призвело до розвитку туніського малуфа.

## Біографія
Абу ас-Салт народився в Денії в Аль-Андалусі. Після смерті батька, ще дитиною, він став учнем аль-Ваккаші (1017—1095) із Толедо. Після завершення своєї математичної освіти в Севільї, через постійні конфлікти під час Реконкісти він відправився зі своєю сім'єю в Александрію, а потім у 1096 році в Каїр.
У Каїрі він поступив на службу до фатимідського правителя Мустансира і візира Аль-Афдаля Шаханшаха. Його служба тривала до 1108 року, коли, за словами Ібн Абі Ушайбіди, його спроба підняти дуже велику фелюгу, навантажену міддю, яка перекинулася в Нілі, закінчилася невдачею. Абу ас-Салт спорудив механічне пристосування для підйому фелюги і був близький до успіху, коли у машини лопнув шовковий канат. Візир Аль-Афдаль наказав заарештувати Абу ас-Салта, і той провів в ув'язненні більше трьох років і був звільнений лише в 1112 році.
Потім Абу аль-Салт залишив Єгипет і поїхав до Махдії в Тунісі, столиці Зірідів в Іфрікії, де він вступив на службу до еміра Ях'я ібн Таміма ас-Санхаджі, і де народився його син Абд аль-Азіз. Він також час від часу їздив до Палермо і працював при дворі Роджера I Сицилійського як лікар-візітер. Він також надсилав вірші палермітанському поету Абу ль-Даву. Він помер, ймовірно, від водянки в Беджаї в Алжирі. Він похований у Монастірському рибаті в Тунісі.

## Праці
Абу ас-Салт написав багато трактатів з наукових дисциплін, відомих як квадривіум. Ця робота, ймовірно, була відома арабською як Kitāb al-kāfī fī al-ʿulūm. Його поезія зберіглася в антології Імадуддіна аль-Ісфахані. Його інтереси також включали алхімію і вивчення лікарських рослин. Він дуже хотів відкрити еліксир, здатний перетворювати мідь на золото, а олово — на срібло.

### Астрономія
- Risāla fī al-amal bi-l-astrulab («Про побудову та використання астролябії»)
- Опис трьох інструментів, відоме як Андалузький екваторій.
- Ṣifat ʿamal ṣafīḥa jāmiʿa taqawwama bi-hā jamīʿ al-kawākib al-sabʿa («Опис конструкції та використання єдиної пластини, і з нею сукупності рухів семи планет»)[4], де сім планет включають Меркурій, Венеру, Землю, Місяць, Марс, Юпітер і Сатурн.
- Kitāb al-wajīz fī ʿilm al-hayʾa («Короткий трактат з космології»)
- Ajwiba ʿan masāʾil suʾila ʿan-ha fa-ajāba або Ajwiba ʿan masāʾil fī al-kawn wa-ʾl-ḥabīʿa wa-ʾl-ḥisāb («Розв'язок питань космології, фізики та арифметики»).
- Вступ до астрономії.
- Короткий переках «Альмагесту» Птолемея.

### Музика
- Risāla fī l-musiqa («Послання про музику») — рукопис, перекладений івритом. Зберігається в Парижі[8].

### Медицина (фармакоботаніка)
- Kitab al-adwiya al-mufrad — ця книга відома як за латинським перекладом 1311 року, зробленим Альмадо де Вілановою, так і за перекладом на іврит, зробленим Єгудою Натаном. Унікальна тим, що впорядковує ліки не за алфавітом лікарських рослин, з яких вони виготовлені, а за частиною тіла, яку вони лікують[9].

### Опис Єгипту
- Risāla al-misriyya («Послання про Єгипет») — звіт, написаний для принца зіридів Ях'ї, і є цінний описом Єгипту XIII століття[10].

### Логіка
- Taqwim al-dhikr («Оцінка пам'яті») — короткий виклад «Ісагоги» Порфирія та перших чотирьох книг «Органону» Арістотеля. Рукопис було перекладено іспанською К. Анхелем Гонсалесом Паленсією[11].